# Bomba Blockbuster

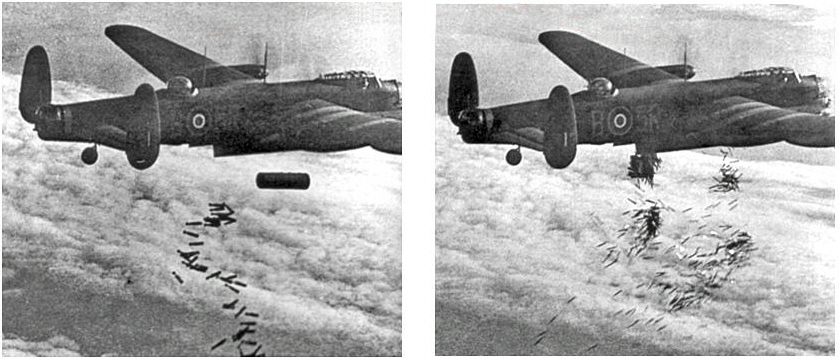
Un Lancaster lanza una "galleta" (izquierda), bombas incendiarias y atados de bombas incendiarias (derecha) sobre Duisburgo el 15 de octubre de 1944.

Una bomba Blockbuster o "galleta" era cualquiera de las más grandes bombas convencionales empleadas por la RAF en la Segunda Guerra Mundial. El término blockbuster fue originalmente un nombre acuñado por la prensa y se refería a una bomba con suficiente poder explosivo para destruir toda una calle o un edificio grande por los efectos de la onda expansiva en conjunción con bombas incendiarias.

## Diseño

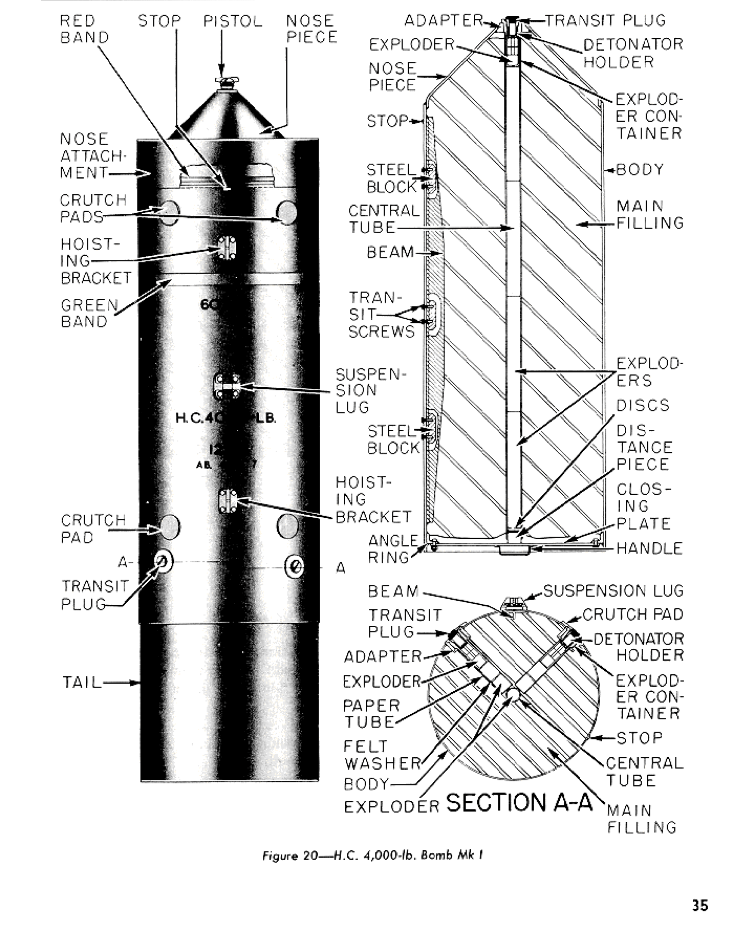
Diagrama de una bomba High Capacity (Alta Capacidad) Mark 1 de 4.000 libras.

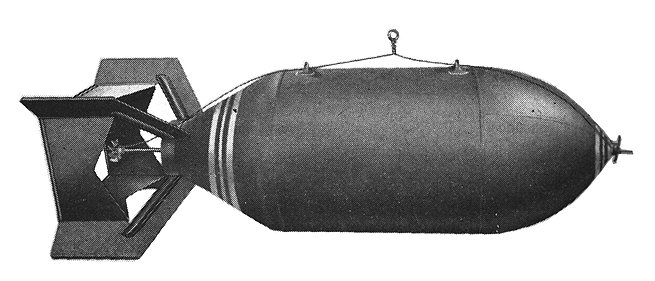
Bomba estadounidense AN-M56 de 4.000 libras.

Las bombas llamadas Blockbuster eran las bombas HC (High Capacity, Alta Capacidad) de la RAF. Estas bombas tenían carcasas especialmente delgadas, que les permitían contener aproximadamente tres cuartos de su peso en carga explosiva, con una bomba de 1.800 kg (4.000 libras) conteniendo más de 1.400 kg (3.000 libras) de Amatol. La mayoría de las bombas de propósito general (designadas Medium Capacity o MC por la RAF) contenían 50% de carga explosiva respecto a su peso, el resto siendo representado por la carcasa de la bomba. Las Blockbuster fueron incrementando su tamaño conforme avanzaba la guerra, pasando de las originales de 1.800 kg hasta las de 5.400 kg (12.000 libras).
La bomba Mark 1 de 1.800 kg tenía una carcasa cilíndrica, hecha de chapa de acero de 7,9 mm de espesor soldada. Su carcasa tenía un diámetro de 762 mm (30 pulgadas) y una longitud de 2,2 m (88 pulgadas), con una longitud total de 2,92 m. El morro de la bomba era cónico y se le instaló una cola cilíndrica (un ligero cilindro vacío, con un extremo cerrado) de 690 mm (27 pulgadas). Se soldó una viga en T de acero a la superficie externa de la bomba para reforzarla. Las siguientes bombas HC Mark II y Mark III se distinguían por detalles; el morro cónico fue reemplazado por uno redondo y el número de espoletas se incrementó de una a tres, a fin de asegurar la detonación. La bomba Mark IV no llevaba la viga en T. Las bombas Mark V y Mark VI fueron versiones fabricadas en Estados Unidos.
La bomba de 3.600 kg (8.000 libras) fue construida a partir de dos carcasas de 1.800 kg unidas mediante pernos, aunque estas carcasas tenían un diámetro de 970 mm (38 pulgadas). Se creó una versión de 5.400 kg (12.000 libras) agregándole una tercera carcasa de 1.800 kg.
La bomba de alta capacidad de 1.800 kg era poco más que un cilindro lleno de explosivos - no era aerodinámico ni disponía de aletas. La bomba estadounidense de propósito general AN-M56 tenía el mismo peso y había sido diseñada con una forma aerodinámica, además de un conjunto de cola. Cuando se le instaló un morro y una cola cilíndrica, la bomba caía derecha. Estas bombas fueron diseñadas para producir daños a los edificios con su onda expansiva - especialmente para arrancar las tejas de los tejados, lo que permitía que las bombas incendiarias de 1,8 kg más pequeñas pudieran impactar en el interior de los edificios. Las bombas de alta capacidad solamente fueron empleadas por la RAF, debido a que eran demasiado grandes para entrar en las bodegas de bombas de los aviones de otros países.
En 1947, Alfred Cecil Brooks de Stoutbridge fue nombrado Oficial de la Orden del Imperio Británico por crear la bomba Blockbuster, a pesar de que su nombramiento dice "por servicios sobresalientes al Rey, de tal naturaleza que no pueden ser revelados". El periódico local lo mencionaba como "Blockbuster Brooks".[cita requerida]

## Empleo operativo

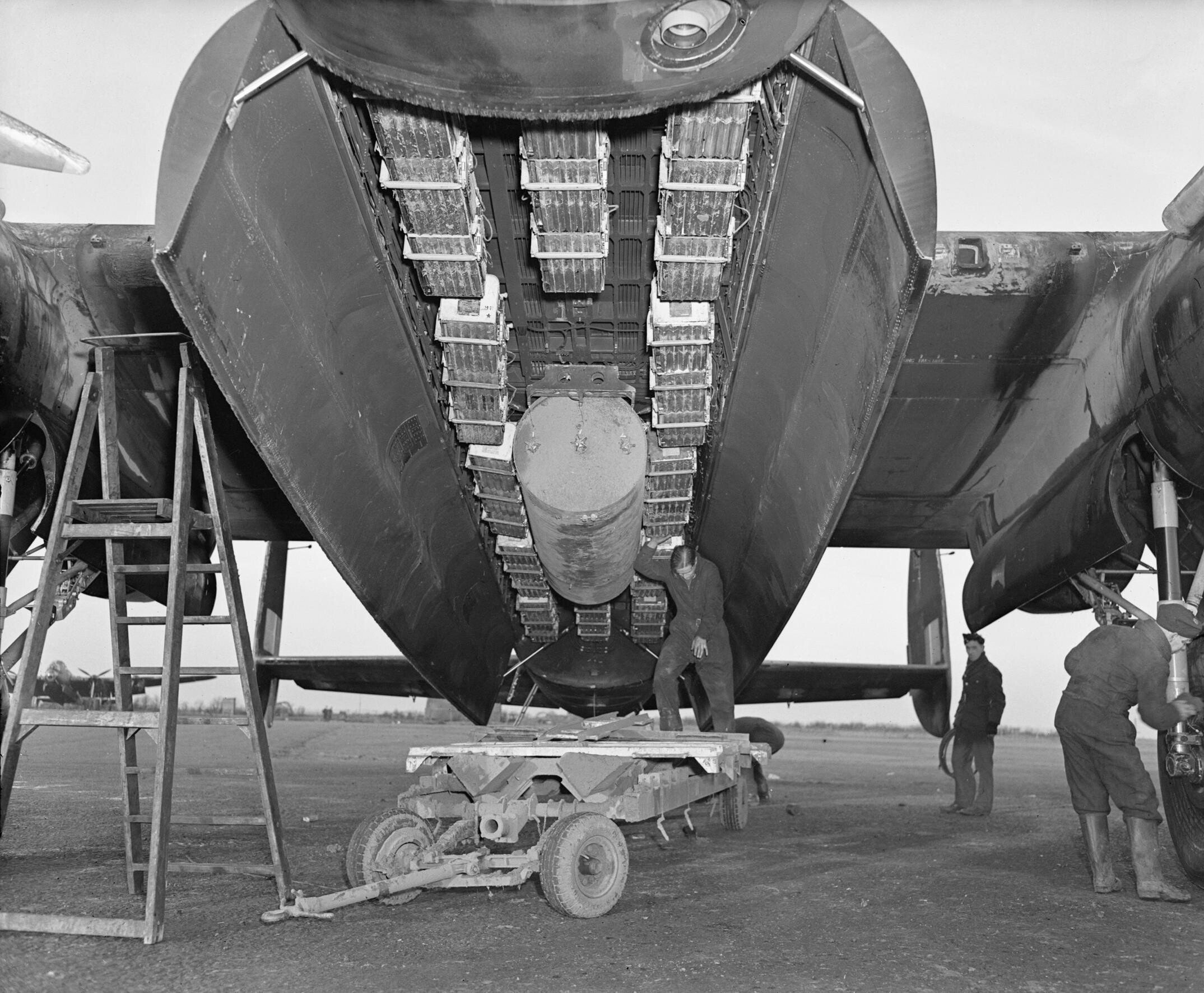
Un Avro Lancaster del Escuadrón n.º 57 de la RAF con la "habitual" carga para bombardeo de área de una "galleta" y atados de bombas incendiarias.

El primer tipo de avión en transportar "galletas" operativamente fue el Vickers Wellington, pero más tarde pasaron a formar parte de la carga de bombas estándar de los bombarderos pesados nocturnos de la RAF, así como de los De Havilland Mosquito de la Fuerza Ligera de Ataque Nocturno, cuyos aviones a veces atacaban Berlín dos veces en una sola noche con "galletas", piloteados por dos tripulaciones diferentes. Las bombas de 3.600 kg (8.000 libras) y 5.400 kg (12.000 libras) solamente podían ser transportadas por el Avro Lancaster, ligeramente modificado con las puertas de la bodega de bombas convexas.

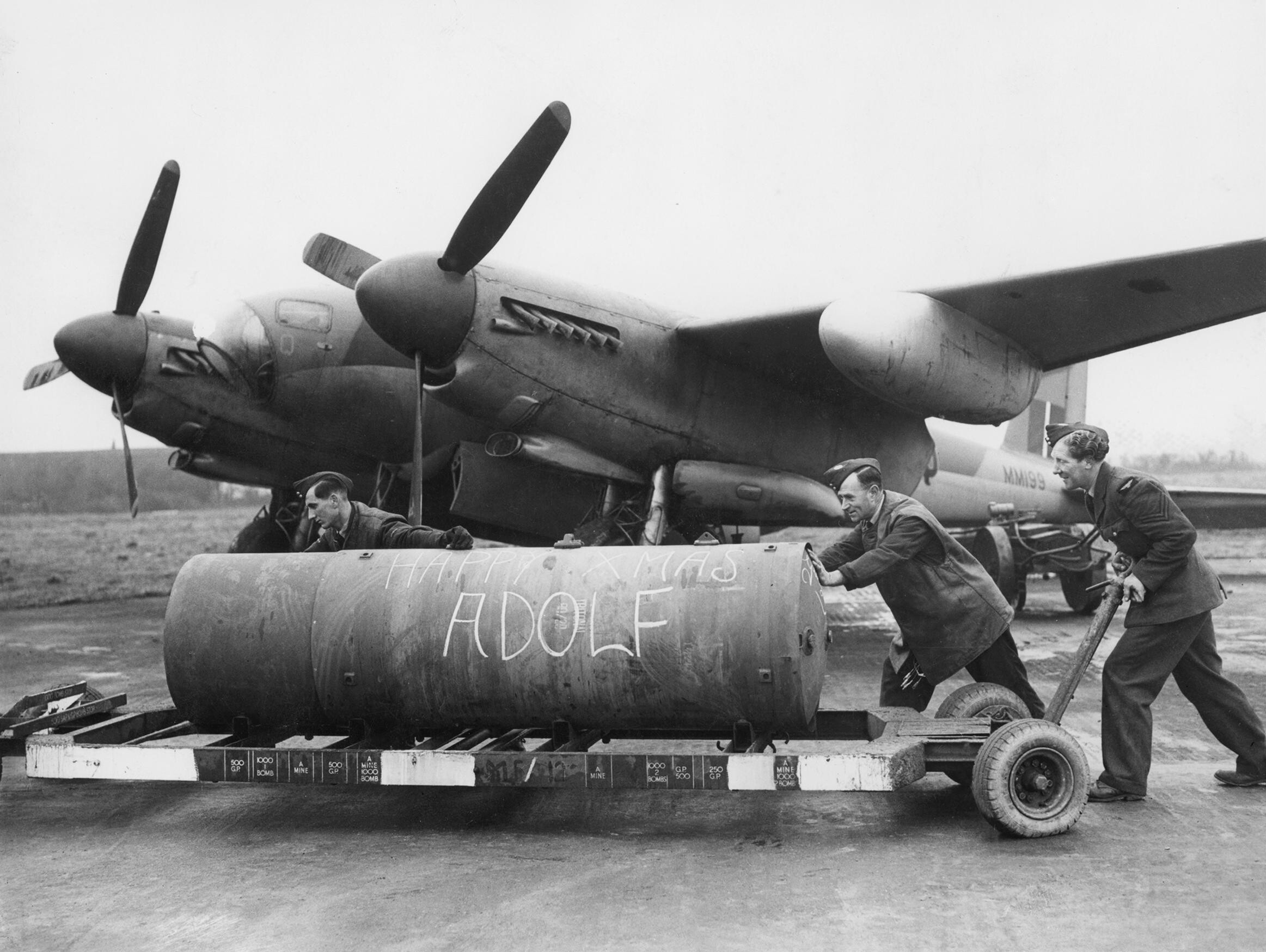
Armeros estibando una Blockbuster en la bodega de un De Havilland Mosquito.

La bomba de 3.600 kg fue empleada por primera vez por los Lancaster del Escuadrón n.º 15 contra Berlín el 2 de diciembre de 1943. El mal tiempo y otros factores impidieron registrar su efectividad.
La "galleta" de 1.800 kg (4.000 libras) era considerada como particularmente peligrosa de transportar. Debido al chorro de aire sobre las espoletas instaladas en el morro, con frecuencia explotaba al ser lanzada incluso sin haber sido activada. La altitud segura para lanzar la "galleta" de 1.800 kg (4.000 libras) era de 1.828,8 m (6.000 pies); en caso de ser menor, el avión lanzador podía ser dañado por la onda expansiva de la explosión:
«Estábamos volando a 6.000 pies, que era la altitud mínima para lanzar la de 4.000 libras. La lanzamos sobre el centro de Coblenza, causándole una tremenda sacudida al avión, que lo elevó e hizo volar una escotilla de escape del techo.»

## Bombas sin detonar en la posguerra

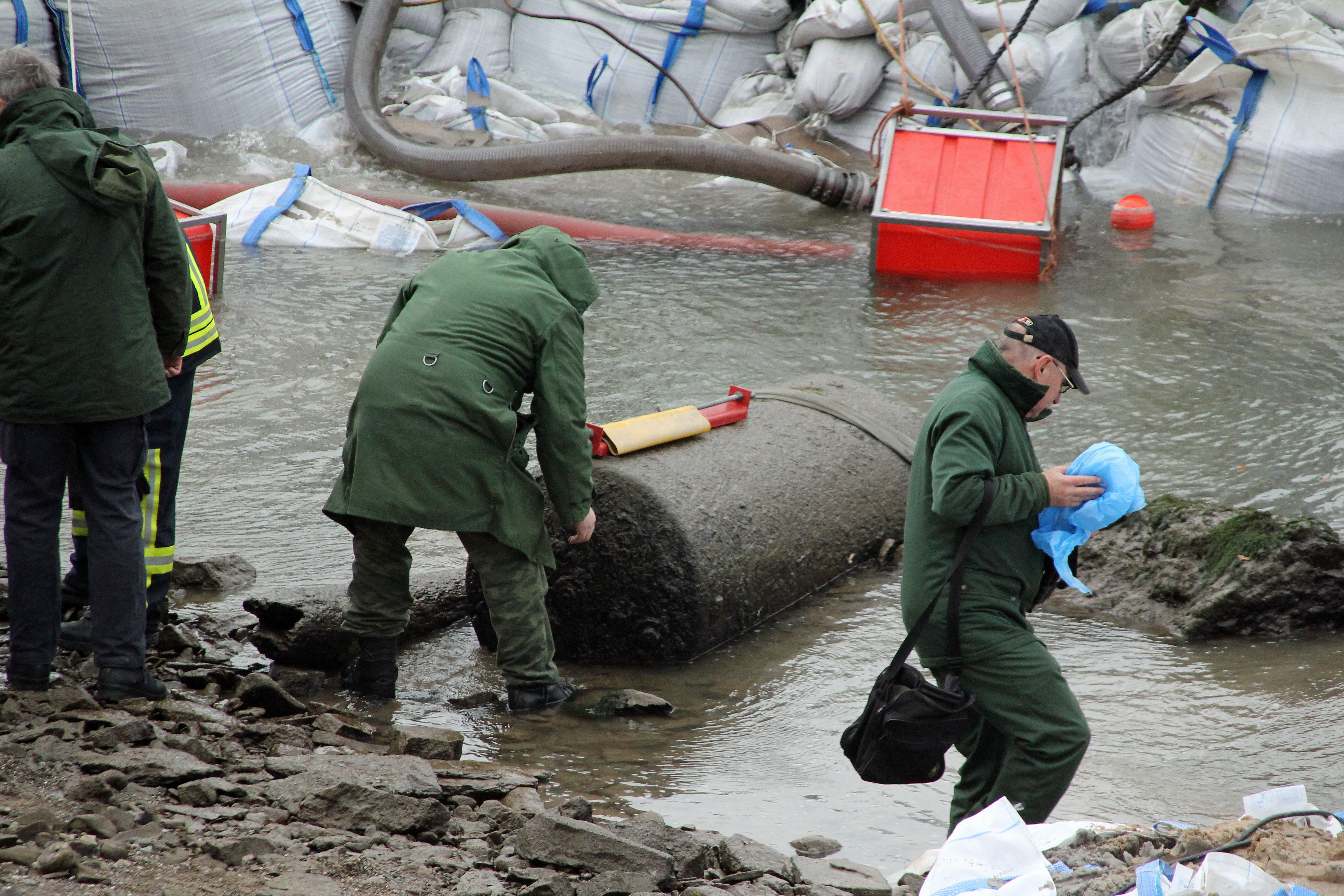
Desactivación de una bomba Blockbuster de 1.800 kg lanzada por la RAF durante la Segunda Guerra Mundial. Fue hallada el 4 de diciembre de 2011 en el Rin, cerca de Coblenza.

Una temporada inusualmente seca hizo bajar el nivel del Rin en diciembre de 2011, dejando al descubierto una bomba Blockbuster de 1.800 kg en el cauce cerca de Coblenza. Fueron evacuadas unas 45.000 personas en un radio de 2 km alrededor de la ubicación de la bomba mientras era desactivada. Otra bomba Blockbuster sin detonar fue hallada en Dortmund en noviembre de 2013, causando la evacuación de 20.000 personas del área. Una tercera bomba de este tipo fue hallada y desactivada en Vicenza el 25 de abril de 2014, causando la evacuación de 30.000 personas en un radio de 2,5 km.
El 19 de diciembre de 2016 se descubrió una bomba Blockbuster en Augsburgo. Fue desactivada el 25 de diciembre, teniendo que evacuar a más de 54.000 personas en un radio de 1,5 km.
El 2 de septiembre de 2017 fue descubierta una bomba Blockbuster durante unas obras en el barrio de Westend, en el noroeste de Fráncfort del Meno, donde se ubica el campus universitario. Se evacuó a cerca de 60.000 personas.

## Bombas

### Bomba HC de 4.000 lb
- Mark I: primer diseño de serie
- Mark II: tres espoletas en el morro
- Mark III: sin pozos laterales para espoletas
- Mark IV: sin viga de refuerzo
- Mark V: de producción estadounidense
- Mark VI: de producción estadounidense

En 1943 se emplearon 25.000 bombas de este tipo, cifra que se incrementó a 38.000 en 1944. En 1945 y hasta el final de la guerra se emplearon 25.000 bombas más.

## Otros usos

### Minas aéreas

Una mina aérea alemana desactivada en Glasgow, 18 de marzo de 1941.

Durante el Blitz, la Luftwaffe empleó minas marinas lanzadas en paracaídas como bombas Blockbuster improvisadas. Su espoleta era activada por el impacto del aterrizaje, detonando después de 17 segundos; al no encontrarse dentro de un cráter, la fuerza de la detonación se dispersaría lateralmente y causaría extensos daños. En el Bombardeo de Coventry del 14-15 de noviembre de 1940 también se emplearon 50 minas marinas con paracaídas, las cuales causaron grandes daños. Los británicos llamaban a estos artefactos explosivos minas aéreas, traducción de la designación alemana Luftmine para este tipo de bomba. Las minas aéreas también fueron empleadas durante las incursiones de bombardeo sobre Malta, especialmente sobre zonas portuarias.